# Робін Бормут
Робін Бормут (нім. Robin Bormuth, нар. 19 вересня 1995, Грос-Роргайм, Німеччина) — німецький футболіст, центральний захисник клубу «Фортуна» (Дюссельдорф).
На правах оренди грає у клубі «Кайзерслаутерн».

## Ігрова кар'єра
Робін Бормут вихованець німецьких клубів «Дармштадт 98» та «Фортуна» (Дюссельдорф). Саме у складі останньої футболіст почав грати у другому складі в Регіональній лізі. Першу гру в основі Бормут зіграв у серпні 2016 року у турнірі Кубка Німеччини. А вже через тиждень Бормут дебютував в основі у матчах Бундесліги.
Сезон 2017/18 став переможним для «Фортуни» у Другій Бундеслізі. І у вересні 2018 року в матчі проти «Гоффенгайм 1899» Робін Бормут дебютував у вищому дивізіоні чемпіонату Німеччини.
Влітку 2020 року після закінчення контракту з «Фортуною», Бормут як вільний агент перейшов до клубу Другої Бундесліги «Карлсруе», з яким підписав контракт на два роки.
Вже у квітні 2022 року футболіст перейшов до клубу «Падерборн 07», з яким підписав дворічний контракт, який вступав у силу з 1 липня. У складі нової команди футболіст вийшов на поле олин раз у матчі на Кубок Німеччини. При цьому ще кілька разів був у заявці команди на матчі чемпіонату але на поле не виходив. І в серпні 2022 року на правах оренди перейшов до іншого клубу Другої Бундесліги — «Кайзерслаутерн».

## Титули
Фортуна
- Переможець Другої Бундесліги: 2017/18